# Главное разведывательное управление (Беларусь)
Главное разведывательное управление Генерального штаба Вооружённых сил Республики Беларусь (бел. Галоўнае разведвальнае ўпраўленне Генеральнага штаба Узброеных сіл Рэспублікі Беларусь) — спецслужба, орган внешней разведки Министерства обороны Белоруссии, центральный орган управления военной разведкой в ВС РБ. Подчиняется начальнику Генерального штаба и министру обороны. Управление занимается разведкой в интересах белорусской армии.

## Подразделения
На территории Белорусского военного округа ГРУ ГШ ВС СССР располагали как формированиями особого (Осназ), так и специального назначения (Спецназ). На момент распада СССР в БССР действовали:
- 255-й отдельный радиотехнический полк особого назначения[бел.] (в/ч 35823) — 28-я общевойсковая армия, г. Новогрудок.
- 682-й отдельный радиопеленгаторный центр особого назначения — месторасположение неизвестно;
- 153-я Кёнигсбергская ордена Красной Звезды отдельная радиотехническая бригада особого назначения — аг. Колодищи.
- 22-я отдельная рота специального назначения — 7-я танковая армия, г. Борисов

Все эти формирования были сохранены и включены в состав Вооружённых сил Республики Беларусь.

## Подчинение
В Министерство обороны организационно входит Генеральный штаб, в структуре которого находится главное разведывательное управление. Правовой статус органа закреплён в закрытых нормативных актах. В системе белорусских органов и структур относится к специальным службам по обеспечению госбезопасности. По признакам компетенций входит в группу структурных частей республиканских органов госуправления.
Все подразделения, как и в советском ГРУ, напрямую подчиняются Генеральному штабу. В 2007 году 5-я бригада в ходе объединения с мобильными силами (103-я гвардейская воздушно-десантная бригада и 38-я гвардейская отдельная десантно-штурмовая бригада) вошла в состав Сил специальных операций, но продолжила подчиняться руководству ГРУ и Генштаба. Похожая ситуация с частями осназа, которые отнесены к специальным войскам.

## Руководство
Начальник Главного разведывательного управления назначается президентом. Руководитель ГРУ по совместительству является одним из заместителей начальника Генерального штаба.
В период с 1992 года эту должность занимали:
- Ващило, Николай Аркадьевич (18 июня 1992[7]—?)
- Сагакянц, Анатолий Леонтьевич (1998[8]—2003[9])
- Анисимов, Александр Павлович (2003—2006[9])
- Крашевский, Виктор Казимирович (17 мая 2006[10]—1 февраля 2013[11])
- Тихонов, Павел Викторович (7 февраля 2013[12]—7 июля 2020[13])
- Косыгин, Руслан Анатольевич (7 июля 2020[13] — 27 июля 2023)
- Куприянюк, Владимир Николаевич (с 27 июля 2023[14])

## Деятельность
О ГРУ почти ничего неизвестно. Перед камерами журналистов регулярно появляется только начальник.
В задачи входит предупреждение военной агрессии против государства. В пределах своих полномочий данный орган, совместно со службой внешней разведки КГБ и погранразведкой, осуществляет внешнюю разведку.
Предполагаемыми зонами активности (согласно аналитическому проекту Belarus Security Blog) являются: территории соседних государств; геополитические силы, способные влиять на обстановку в регионе; страны Центральной Азии, находящиеся под угрозой со стороны эсктремистов; прочие регионы. В сферу возможных видов деятельности включают стратегическую радио- и радиотехническую разведку; операции в киберсреде; сбор и обработку добываемой космическими аппаратами информации; мониторинг соглашений по контролю над вооружениями. Структурно спецслужба может включать отделы по: агентурной разведке и сбору информации из открытых источников; дешифровке, обработке и анализу полученной информации; операциям в киберпространстве; информационных и психологическим операциям; организации оперативной войсковой разведки; долгосрочному развитию; собственной безопасности; административным, учебным, финансовым, техническим и кадровым вопросам.
В ГРУ служба обязательно включает изучение иностранных языков: сначала 500-часовой специализированный курс английского, потом второй иностранный — польский. Много отдаётся физподготовке. Отмечается о высоких зарплатах. Так, в середине 2000-х молодой специалист «Особого отряда» 5-й бригады специального назначения мог получать около 1000 долларов США.
Со слов главы государства Александра Лукашенко, его старший сын, Виктор, в период нахождения на посту помощника президента по национальной безопасности (2005—2021) был на прямой связи с руководством управления, а также другими полусекретными подразделениями (СПБТ «Алмаз», отряд «Альфа», ОСАМ). Лукашенко-младший очень многое сделал для этих структур, доведя их до более высокого уровня.
Весной 2011 года всплыла информация, что белорусские военные советники участвуют в ливийском конфликте на стороне сил Муаммара Каддафи. Согласно военному аналитику Александру Алесину и изданию «Комсомольская правда», в Ливии находились и сотрудники ГРУ.

## Символика
5 ноября 2011 года главному разведывательному управлению вручены флаг и собственный геральдический знак-эмблема, а также нагрудный знак служебной принадлежности. Церемония состоялась в Центральном Доме офицеров с участием представителей Генштаба и членов общественного объединения «Ветераны военной разведки Республики Беларусь».
Геральдический знак (эмблема) представляет собой пятилучевую рифлёную серебристую звезду, в центре которой на золотом картуше размещена красная пятиконечная звезда (сверху) и изображение серебряной летучей мыши с частью земного шара и пятью звёздами на голубом фоне (в центре). В свою очередь флаг — красное полотнище с косым красным крестом, окаймленным белым, в центре расположен геральдический знак-эмблема.

## Профессиональный праздник
5 ноября в Белоруссии отмечается День военной разведки. Праздник приурочен к изданию приказа № 197/27 Реввоенсовета РСФСР в 1918 году, которым в составе Полевого штаба РККА было создано Регистрационное управление в качестве центрального органа советской военной разведки.